# Ordina Open 2005
Ordina Open 2005 - чоловічий і жіночий тенісний турнір, що проходив на кортах з трав'яним покриттям у 'с-Гертогенбосі (Нідерланди). Належав до серії International в рамках Туру ATP 2005, а також серії Tier III в рамках Туру WTA 2003. Тривав з 13 до 19 червня 2005 року. Маріо Анчич і Клара Коукалова здобули титул в одиночному розряді.

## Фінальна частина

### Одиночний розряд, чоловіки
Маріо Анчич —  Мікаель Льодра 7–5, 6–4

### Одиночний розряд, жінки
Клара Коукалова —  Луціє Шафарова 3–6, 6–2, 6–2

### Парний розряд, чоловіки
Цирил Сук /  Павел Візнер —  Томаш Цибулець /  Леош Фридль 6–3, 6–4

### Парний розряд, жінки
Анабель Медіна Гаррігес /  Сафіна Дінара Мубінівна  —  Івета Бенешова /  Нурія Льягостера 6–4, 2–6, 7–6